# Ministerstwo Obrony Federacji Rosyjskiej
Ministerstwo Obrony Federacji Rosyjskiej (ros. Министерство обороны Российской Федерации) – federalny organ wykonawczy (ministerstwo) w zakresie prowadzenia polityki państwa i zarządzania w dziedzinie obronności, a także koordynowania działań federalnych ministerstw i innych federalnych organów wykonawczych oraz organów wykonawczych podmiotów Federacji Rosyjskiej dotyczących obrony państwa.
W systemie organów wojskowego kierownictwa państwa Ministerstwo Obrony jest organem wykonawczym administracji państwowej, organem kierownictwa rosyjskich Sił Zbrojnych, na czele z Ministrem Obrony Federacji Rosyjskiej, jest podległe Naczelnemu Dowódcy Sił Zbrojnych Federacji Rosyjskiej.
Spis Ministrów Obrony Federacji Rosyjskiej
- 1991–1992 – Konstantin Kobiec
- 1992 – Borys Jelcyn (p.o.)
- 1992–1996 – Pawieł Graczow
- 1996 – Michaił Kolesnikow (p.o.)
- 1996–1997 – Igor Rodionow
- 1997–2001 – Igor Siergiejew
- 2001–2007 – Siergiej Iwanow
- 2007–2012 – Anatolij Sierdiukow
- 2012–2024 – Siergiej Szojgu
- od 2024 – Andriej Biełousow

Posiada organa wykonawcze w postaci wojskowych organów administracji, innych organów i instytucji podległych; jest krajową instytucją zmilitaryzowaną, świadczącą niekomercyjne usługi w dziedzinie obrony.
Personel wykonawczy Ministerstwa w 2012 liczył 2629 osób.

## Struktura Ministerstwa Obrony Federacji Rosyjskiej[2]

### Zastępcy Ministra Obrony Federacji Rosyjskiej
- Szef Sztabu Generalnego Sił Zbrojnych Federacji Rosyjskiej – Pierwszy Zastępca Ministra Obrony Federacji Rosyjskiej (generał armii Walerij Gierasimow);
- Pierwszy Zastępca Ministra Obrony Federacji Rosyjskiej (Leonid Gornin, rzeczywisty radca stanu Federacji Rosyjskiej I klasy);
- Zastępca Ministra Obrony Federacji Rosyjskiej – Szef Głównego Wojskowego Zarządu Politycznego Sił Zbrojnych Federacji Rosyjskiej (generał armii Wiktor Goremykin);
- Zastępca Ministra Obrony Federacji Rosyjskiej – Kierownik Aparatu Ministerstwa Obrony Federacji Rosyjskiej (generał pułkownik Oleg Sawieliew);
- Zastępcy Ministra Obrony Federacji Rosyjskiej:
  - Zastępca Ministra Obrony Federacji Rosyjskiej – generał armii Junus-biek Jewkurow;
  - Zastępca Ministra Obrony Federacji Rosyjskiej – Aleksiej Kriworuczko;
  - Zastępca Ministra Obrony Federacji Rosyjskiej – generał pułkownik Andriej Bułyga;
  - Zastępca Ministra Obrony Federacji Rosyjskiej – generał pułkownik Aleksandr Fomin;
  - Zastępca Ministra Obrony Federacji Rosyjskiej – Pawieł Fradkow;
  - Zastępca Ministra Obrony Federacji Rosyjskiej – Anna Cywiliewa.

### Sztab Generalny Sił Zbrojnych Federacji Rosyjskiej
- Główny Zarząd Operacyjny Sztabu Generalnego Sił Zbrojnych Federacji Rosyjskiej (ros. Главное оперативное управление ГШ ВС РФ);
- Główny Zarząd Sztabu Generalnego Sił Zbrojnych Federacji Rosyjskiej (ros. Главное управление ГШ ВС РФ, wywiad wojskowy, uprzednio Główny Zarząd Wywiadowczy);
- Główny Zarząd Organizacyjno-Mobilizacyjny Sztabu Generalnego Sił Zbrojnych Federacji Rosyjskiej (ros. Главное организационно-мобилизационное управление ГШ ВС РФ);
- Główny Zarząd Łączności Sił Zbrojnych Federacji Rosyjskiej (ros. Главное управление Связи Вооруженных сил Российской Федерации);
- Narodowe Centrum Zarządzania Obroną Federacji Rosyjskiej (ros. Национальный центр управления обороной Российской Федерации);
- Zarząd Szefa Wojsk Wojny Radioelektronicznej Sił Zbrojnych Federacji Rosyjskiej (ros. Управление начальника войск радиоэлектронной борьбы Вооруженных сил Российской Федерации);
- Wojskowy Zarząd Topograficzny Sztabu Generalnego Sił Zbrojnych Federacji Rosyjskiej (ros. Военно-топографическое управление ГШ ВС РФ);
- Ósmy Zarząd Sztabu Generalnego Sił Zbrojnych Federacji Rosyjskiej (ros. Восьмое управление ГШ ВС РФ), ochrona informacji i tajemnic państwowych;
- Zarząd Szkolenia Operacyjnego Sił Zbrojnych Federacji Rosyjskiej (ros. Управление оперативной подготовки ВС РФ);
- Służba Archiwalna Sił Zbrojnych Federacji Rosyjskiej (ros. Архивная служба ВС РФ);

### Główne Zarządy
- Główny Zarząd Szkolenia Bojowego Sił Zbrojnych Federacji Rosyjskiej (ros. Главное управление боевой подготовки ВС РФ);
- Główny Zarząd Policji Wojskowej Ministerstwa Obrony Federacji Rosyjskiej (ros. Главное управление военной полиции МО РФ);
- Główny Zarząd Kadr Ministerstwa Obrony Rosji (ros. Главное управление кадров Минобороны России)
- Główny Zarząd Międzynarodowej Współpracy Wojskowej Ministerstwa Obrony Rosji (ros. Главное управление международного военного сотрудничества Минобороны России);
- Główny Zarząd Uzbrojenia Sił Zbrojnych Federacji Rosyjskiej (ros. Главное управление вооружения ВС РФ);
- Główny Zarząd Mechanizacji Ministerstwa Obrony Rosji (ros. Главное автобронетанковое управление Минобороны России);
- Główny Zarząd Rakietowo-Artyleryjski Ministerstwa Obrony Rosji (ros. Главное ракетно-артиллерийское управление Минобороны России);
- Główny Zarząd Szefa Wojsk Kolejowych Ministerstwa Obrony Rosji (ros. Главное управление начальника Железнодорожных войск Минобороны России);
- Główny Wojskowy Zarząd Medyczny Ministerstwa Obrony Rosji (ros. Главное военно-медицинское управление Минобороны России);
- Główny Zarząd Budżetu Wojskowego Ministerstwa Obrony Federacji Rosyjskiej (ros. Главное управление военного бюджета Министерства обороны Российской Федерации);
- Główny Zarząd Rozwoju Innowacyjnego Ministerstwa Obrony Federacji Rosyjskiej (ros. Главное управление инновационного развития Министерства обороны Российской Федерации);
- Główny Zarząd Kontroli i Działalności Nadzorczej Ministerstwa Obrony Federacji Rosyjskiej (ros. Главное управление контрольной и надзорной деятельности Министерства обороны Российской Федерации);
- Główny Wojskowy Zarząd Polityczny Sił Zbrojnych Federacji Rosyjskiej (ros. Главное военно-политическое управление Вооруженных Сил Российской Федерации);

### Zarządy
- Zarząd Szefa Wojsk Ochrony Radiacyjnej, Chemicznej i Biologicznej Sił Zbrojnych Federacji Rosyjskiej (ros. Управление начальника войск радиационной, химической и биологической защиты ВС РФ);
- Zarząd Szefa Wojsk Inżynieryjnych Sił Zbrojnych Federacji Rosyjskiej (ros. Управление начальника инженерных войск ВС РФ);
- Zarząd Służby Wojsk i Bezpieczeństwa Służby Wojskowej Ministerstwa Obrony Rosji (ros. Управление службы войск и безопасности военной службы Минобороны России);
- Zarząd Nadzoru Państwowego nad Bezpieczeństwem Atomowym i Radiacyjnym Ministerstwa Obrony Rosji (ros. Управление государственного надзора за ядерной и радиационной безопасностью Минобороны России);
- Zarząd Szkolenia Fizycznego i Sportu Sił Zbrojnych Federacji Rosyjskiej (ros. Управление физической подготовки и спорта ВС РФ);
- Zarząd Przedstawicielstw Wojskowych Ministerstwa Obrony Rosji (ros. Управление военных представительств Минобороны России);
- Zarząd Ministerstwa Obrony Rosji do spraw Kontroli Wykonania Porozumień Narodowe Centrum do spraw Zmniejszenia Niebezpieczeństwa Jądrowego (ros. Управление Минобороны России по контролю за выполнением договоров (Национальный центр по уменьшению ядерной опасности));
- Zarząd Meteorologii Sił Zbrojnych Federacji Rosyjskiej (ros. Управление метрологии ВС РФ);
- Zarząd Ministerstwa Obrony Rosji do spraw Kierownictwa Działalnością Innowacyjnego Technopolis Wojskowego (ros. Управление Минобороны России по руководству деятельностью военного инновационного технополиса);
- Zarząd Ministerstwa Obrony Rosji do spraw Monitorowania Systemu Zabezpieczenia Materiałowo-Technicznego (ros. Управление Минобороны России по мониторингу системы материально-технического обеспечения);
- Federalny Zarząd Hipotecznego Systemu Należności Zabezpieczenia Mieszkaniowego Odbywającym Służbę Wojskową (ros. Федеральное управление накопительно-ипотечной системы жилищного обеспечения военнослужащих);
- Zarząd Dokumentacji Ministerstwa Obrony Rosji (ros. Управление делами Минобороны России);
- Zarząd Organizacyjny Ministerstwa Obrony Rosji (ros. Организационное управление Минобороны России);
- Departament Kontroli Ministerstwa Obrony Federacji Rosyjskiej (ros. Департамент контроля Министерства обороны Российской Федерации);
- Zarząd Własności Intelektualnej, Współpracy Wojskowo-Technicznej i Ekspertyzy Dostaw Uzbrojenia i Sprzętu Wojskowego Ministerstwa Obrony Rosji (ros. Управление интеллектуальной собственности, военно-технического сотрудничества и экспертизы поставок вооружения и военной техники Минобороны России);
- Zarząd Perspektywicznych Badań Interdyscyplinarnych i Projektów Specjalnych Ministerstwa Obrony Rosji (ros. Управление перспективных межвидовых исследований и специальных проектов Минобороны России);
- Zarząd Zamówień Doskonalących Techniczne Podstawy Zarządzania Sił Zbrojnych Federacji Rosyjskiej(ros. Управление заказов по совершенствованию технической основы системы управления ВС РФ);
- Zarząd Ekspertyzy Państwowej Ministerstwa Obrony Rosji (ros. Управление государственной экспертизы Минобороны России);
- Wojskowy Komitet Naukowy Sił Zbrojnych Federacji Rosyjskiej (ros. Военно-научный комитет ВС РФ);
- Komitet Naukowo-Techniczny (Rozwoju Uzbrojenia) (ros. Научно-технический комитет (развития вооружений))

### Departamenty
- Sztab Zaopatrzenia Materiałowo-Technicznego Sił Zbrojnych Federacji Rosyjskiej (ros. Штаб материально-технического обеспечения Вооруженных Сил Российской Федерации);
- Departament Zaopatrzenia w Zasoby Ministerstwa Obrony Rosji (ros. Департамент ресурсного обеспечения Минобороны России);
- Departament Zabezpieczenia Transportwego Ministerstwa Obrony Rosji (ros. Департамент транспортного обеспечения Минобороны России);
- Departament Planowania i Koordynacji Rozmieszczenia Wojsk (Sił) Ministerstwa Obrony Rosji (ros. Департамент планирования и координации обустройства войск (сил) Минобороны России);
- Departament Budownictwa Ministerstwa Obrony Rosji (ros. Департамент строительства Минобороны России);
- Departament Mieszkalnictwa i Zarządzania Zasobami Mieszkaniowymi Ministerstwa Obrony Federacji Rosyjskiej (ros. Департамент жилищного обеспечения и управления жилищным фондом Минобороны России);
- Departament Mienia Wojskowego Ministerstwa Obrony Rosji (ros. Департамент военного имущества Минобороны России);
- Departament Gwarancji Socjalnych połecznych Ministerstwa Obrony Federacji Rosyjskiej (ros. Департамент социальных гарантий Министерства обороны Российской Федерации);
- Departament Utrzymania Eksploatacyjnego i Zabezpieczenia Usług Komunalnych Jednostek Wojskowych i Organizacji Ministerstwa Obrony Rosji (ros. Департамент эксплуатационного содержания и обеспечения коммунальными услугами воинских частей и организаций Минобороны России);
- Departament Informacji i Komunikacji Masowej Ministerstwa Obrony Rosji (ros. Департамент информации и массовых коммуникаций Минобороны России);
- Rzecznik Prasowy Ministerstwa Obrony Federacji Rosyjskiej (ros. Пресс-секретарь Министра обороны Российской Федерации);
- Departament Prawny Ministerstwa Obrony Rosji (ros. Правовой департамент Минобороны России);
- Departament Protokołu i Koordynacji Ministerstwa Obrony Federacji Rosyjskiej (ros. Протокольно-координационный департамент Министерства обороны Российской Федерации);
- Departament Zamówień Państwowych Ministerstwa Obrony Rosji (ros. Департамент государственных закупок Минобороны России);
- Departament Ministerstwa Obrony Federacji Rosyjskiej do spraw Zabezpieczenia Obronnego Zamówienia Państwowego (ros. Департамент Министерства обороны Российской Федерации по обеспечению государственного оборонного заказа);
- Departament Wojskowych Analiz Ekonomicznych Ministerstwa Obrony Federacji Rosyjskiej (ros. Департамент военно-экономического анализа Министерства обороны Российской Федерации);
- Departament Audytu Kontraktów Państwowych Ministerstwa Obrony Federacji Rosyjskiej (ros. Департамент аудита государственных контрактов Министерства обороны Российской Федерации);
- Departament Kontroli Finansowej i Audytu Departamentu Ministerstwa Obrony Federacji Rosyjskiej (ros. Департамент ведомственного финансового контроля и аудита Министерства обороны Российской Федерации);
- Departament Monitoringu Finansowego Państwowych Zamówień Obronnych Ministerstwa Obrony Rosji (ros. Департамент финансового мониторинга государственного оборонного заказа Минобороны России);
- Departament Kultury Ministerstwa Obrony Rosji (ros. Департамент культуры Минобороны России);
- Departament Systemów Informacyjnych Ministerstwa Obrony Federacji Rosyjskiej (ros. Департамент информационных систем Министерства обороны Российской Федерации);
- Departament Pracy Psychologicznej Ministerstwa Obrony Federacji Rosyjskiej (ros. Департамент психологической работы Министерства обороны Российской Федерации);
- Departament Ministerstwa Obrony Rosji do spraw Utrwalania Pamięci Poległych w Obronie Ojczyzny (ros. Департамент Минобороны России по увековечению памяти погибших при защите Отечества);
- Departament Ministerstwa Obrony Federacji Rosyjskiej do spraw Obsługi Obywateli (Biuro Przyjęć Publicznych Ministra Obrony Federacji Rosyjskiej) (ros. Департамент Минобороны России по работе с обращениями граждан (общественная приёмная Министра обороны Российской Федерации)).

### Służby
- Służba Bezpieczeństwa Lotów Lotnictwa Sił Zbrojnych Federacji Rosyjskiej (ros. Служба безопасности полетов авиации ВС РФ)
- Wojskowa Służba Orkiestrowa Sił Zbrojnych Federacji Rosyjskiej (ros. Военно-оркестровая служба ВС РФ);
- Wojskowa Służba Heraldyczna Sił Zbrojnych Federacji Rosyjskiej (ros. Военно-геральдическая служба ВС РФ);
- Służba Hydrometeorologiczna Sił Zbrojnych Federacji Rosyjskiej (ros. Гидрометеорологическая служба ВС РФ).

### Główne Dowództwa
- Główne Dowództwo Wojsk Lądowych (ros. Главное командование Сухопутных войск);
- Główne Dowództwo Sił Powietrzno-Kosmicznych (ros. Главное командование Воздушно-космических сил);
- Główne Dowództwo Marynarki Wojennej (ros. Главное командование Военно-Морского Флота).

### Dowództwa
- Dowództwo Wojsk Rakietowych Przeznaczenia Strategicznego (ros. Командование Ракетных войск стратегического назначения);
- Dowództwo Wojsk Powietrznodesantowych (ros. Командование Воздушно-десантных войск).